# Ici (radio)
Pour les articles homonymes, voir Ici.
Ici, initialement France Bleu, est un réseau de stations de radios généralistes française de service public à vocation régionale. Ce réseau des radios locales publiques françaises est décliné en 44 stations FM généralistes publiques de proximité. Il est créé à l'initiative du PDG de Radio France Jean-Marie Cavada en septembre 2000.
Son contenu est essentiellement constitué des programmes locaux produits par les stations locales, situées dans les régions et les départements. Ces contenus sont relayés en soirée, durant la nuit puis le midi, par un programme national. Ce réseau fait partie du groupe public Radio France, similaire pour la télévision, à celui contituant France 3 au sein de France Télévisions, dont notamment la mission d'information locale est commune aux deux réseaux.
Depuis avril 2023, le réseau des stations régionales est sous la direction de Céline Pigalle.

## Historique

### Stations régionales d'État avant1975
Les premières stations régionales d'État furent Radio Lyon-La Doua (diffusée de 1922 à 1940) et Radio Bordeaux (fondée en 1923), mais Toulouse-Pyrénées fut en 1925 la première à diffuser de façon régulière,, car les émissions régulières de Radio PTT Bordeaux-Lafayette ne débutent qu'en mars 1926. En 1922, Radio Lyon-La Doua relaye les émissions de Radio Tour Eiffel. De 1923 à 1940, toutes les radios régionales relayent les émissions de Radio PTT Paris,. À partir du 6 juillet 1940, les quelques radios régionales d'État qu'il restait, dont Toulouse-Pyrénées, ne diffusent plus les programmes locaux. En son lieu, elles relayent la Radio Nationale de Vichy jusqu'au 26 août 1944.
Le 1er octobre 1944, après la Libération, les décrochages régionaux se font sur la fréquence en ondes moyennes de la Radiodiffusion de la Nation Française (devenue le Programme National,) jusqu'en 1949,,, et aussi du Programme Parisien (plus tard France 2-Régional), la station régionale principale, depuis 1945,,,, jusqu'en 1963.
Un second programme régional, Radio Strasbourg 2, est diffusé à Strasbourg à partir 1948, sur les ondes moyennes du Programme National. À la fin des années 1950, un autre second programme régional est diffusé en FM sur les ondes de France 3-National à Lille, Radio Lille Académie.
En 1957, toutes les radios régionales d'État sont rattachées au réseau France 2-Régional puis font partie de l'ORTF avec, en métropole, Inter-Alsace (Radio Alsace de 1964 à 1966), Inter-Corse, Inter Nord-Est (Radio Lorraine-Champagne de 1964 à 1969, puis Inter Lorraine-Champagne de 1969 à 1972), Inter Paris Île-de-France (programme régional en décrochage d'Inter-Variétés sur l'émetteur en ondes moyennes de Villebon-sur-Yvette (1 070 kHz) jusqu'en janvier 1975), Strasbourg II, Radio Bordeaux, Radio Bourgogne, Radio Rennes-Radio Bretagne, Radio Cherbourg, Radio Clermont-Auvergne, Radio Limoges, Montpellier-Languedoc et Toulouse-Pyrénées. Ces stations sont complétées en outremer par Radio Saint-Denis à destination des auditeurs de la Réunion (créée en 1929), Radio Saint-Pierre et Miquelon (créée en 1930), Radio Guadeloupe (créée en 1937), Radio Nouméa Nouvelle-Calédonie (créée le 3 juin 1937), Radio Martinique (créée le 22 octobre 1937), Radio Tahiti Polynésie française (créée en 1949), Radio Guyane (créée le 9 juin 1951) et Radio Comores. 
À partir de 1963, ces stations sont diffusées sur les ondes moyennes de France Inter sous les noms France Inter-Régional (programmes régionaux) et Inter-Variétés, programme national de divertissement diffusé les soirs en semaine, et toute la journée les week-ends. Radio Strasbourg 2 est diffusée sur les ondes moyennes de France Culture. En 1974, Inter-Variétés disparaît, mais les émissions régionales sont toujours diffusées sur les ondes moyennes de France Inter jusqu'en 1975.
En 1971, France Inter Paris est créée sur une fréquence d'ondes moyennes différente de celle de France Inter Paris Île-de-France.
De 1975 à 1986, le temps du passage progressif en FM des programmes locaux de FR3 Radio et plus tard de Radio France, les décrochages régionaux se font sur les stations locales de FIP (développées à partir de 1972) ou bien sur les ondes moyennes de France Inter ou de France Culture,,,,,,.

### Locales de Radio France
En 1980, Radio France obtient l'autorisation de créer trois radios locales : Fréquence Nord, Radio Mayenne et Melun FM (cette dernière station, devenue entretemps Radio France Seine-et-Marne, puis Radio France Melun et enfin France Bleu Melun avant de fusionner avec la Cityradio pour créer France Bleu Île-de-France le 2 janvier 2006). Vingt-neuf autres sont créées à partir des radios locales gérées par FR3 depuis 1975 et la fin de l'ORTF, et six sont créées ex nihilo. Les radios locales de FR3 sont rattachées à Radio France le 1er janvier 1983.
En moins de cinq ans, Radio France met en place son « offre régionale » qui, dès la fin des années 1980, couvre la moitié de la France métropolitaine. La plupart des régions étaient couvertes par au moins une radio locale. Deux zones d'ombre importantes (Midi-Pyrénées et le Lyonnais) ont été comblées par les ouvertures consécutives de France Bleu Toulouse (2011) et France Bleu Saint-Étienne Loire (2013).
Le nom des radios locales de Radio France est alors « Radio-France » suivi du nom du lieu (par exemple « Radio-France Isère »). Le programme des locales de Radio France est donc essentiellement local. En dehors de leur horaire de service, ces stations relayaient un ruban musical (Programme FIP ou Programme Modulation France diffusée par satellite). Avant que les moyens en personnels se développent, elles ont repris pendant quelques années les journaux de France Inter. Les rédactions locales intervenaient souvent dans l'information pour les stations nationales (comme France Inter ou France Info).

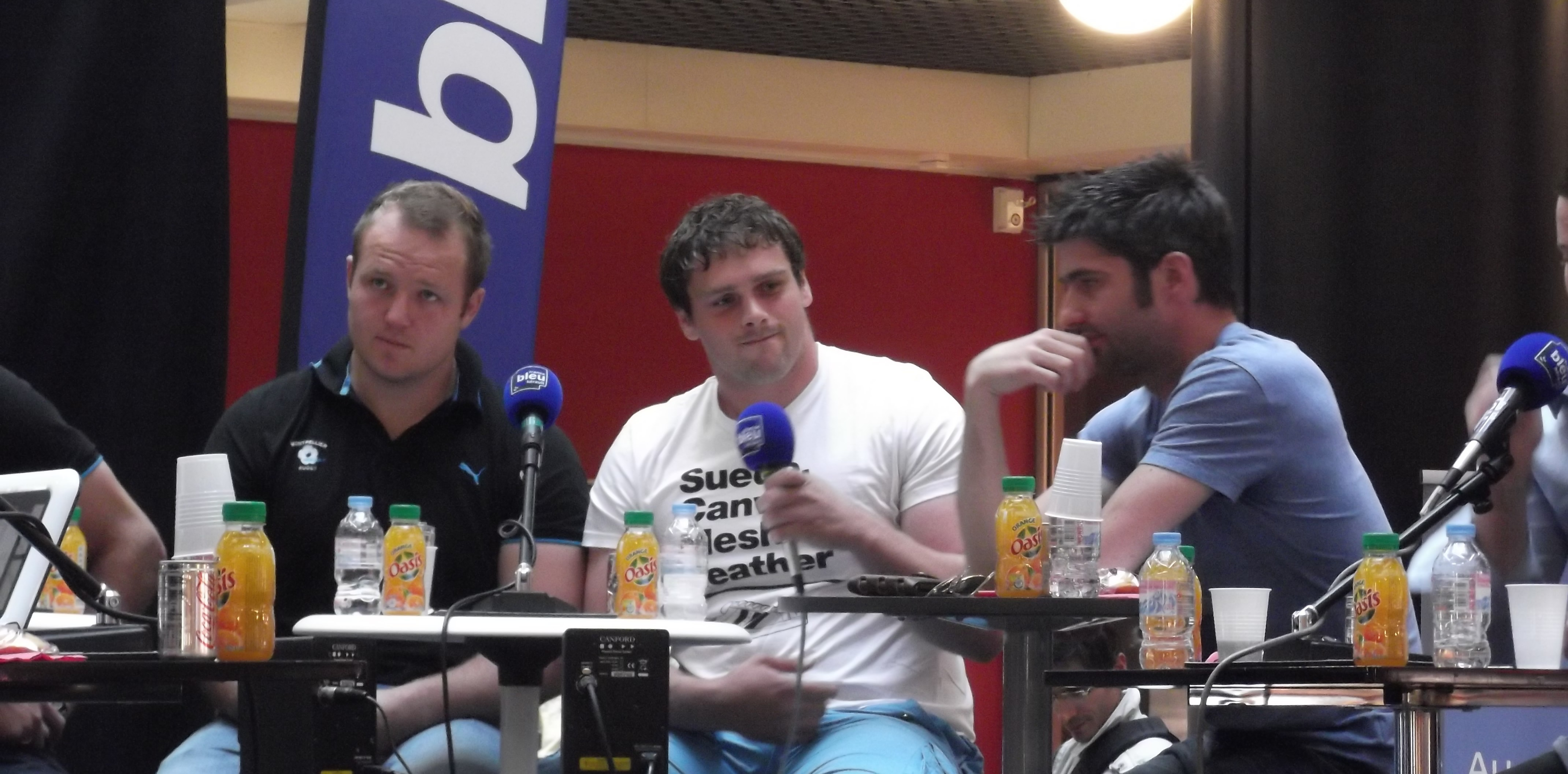
Enregistrement public de Club Sers, émission de France Bleu Hérault (6 mai 2013) avec les rugbymen du MHR.

### Radio Bleue
Parallèlement, du 20 décembre 1980 au 4 septembre 2000, Radio Bleue est une station de Radio France à destination des seniors.
La station est créée par Jean-Pierre Bertrand et Alexandre Marcellin (ce dernier alias « Groucho », du duo Groucho Business et Chico d'Agneau), à l'initiative originale de la PDG de Radio France d'alors, Jacqueline Baudrier, puis dirigée par Françoise Dost, dont les programmes étaient constitués d'émissions d'information de service et de programmes musicaux, avec des reprises de journaux de France Inter. Certaines productions constituées d'archives des années 1950 étaient inscrites quotidiennement dans sa grille.
Elle a été diffusée de 8 h à 12 h 30 dans un premier temps, puis élargie à la journée à la fin des années 1980 :
- en ondes moyennes (modulation d'amplitude) (Réseau TDF B) sur l'ensemble de la France, voire pays limitrophes comme la Belgique ;
- à Paris et l'Île-de-France en ondes moyennes sur 864 kHz ajoutée en janvier 1995 à la modulation de fréquence monophonique sur 107,1 MHz (diffusion depuis la tour Eiffel, fréquence depuis attribuée à France Bleu Île-de-France) ;
- à Cannes et Valence en FM[35].

### Plan Bleu
Le 4 septembre 2000, les radios locales de Radio France et Radio Bleue fusionnent pour donner naissance au réseau France Bleu. Participent à cette fusion les FIP de Metz et de Nice qui disparaissent au profit du nouveau réseau. De nombreuses fréquences du Mouv' sont affectées au nouveau réseau.
Dès lors, les programmes des stations locales, appelées les France Bleu, adoptent la matrice de programme (le format) du réseau. En dehors de leur horaire d'antenne spécifique, elles reprennent le fil de programme national. Dans un premier temps, ce programme national consiste en un fil musical appelé Bleu Modulation. Aujourd'hui, il est remplacé par des émissions d'animation et d'information en soirée, la nuit et le midi.
Le 1er juin 2010, France Bleu Maine ouvre son antenne. Elle diffuse sur le département de la Sarthe à partir de trois fréquences dans les villes de La Flèche, Le Mans et Sablé-sur-Sarthe.
En 2012, une nouvelle station fait son apparition dans le réseau France Bleu : France Bleu Toulouse (90.5 FM), qui émet depuis le 23 février 2011 en reprenant les studios du Mouv' laissés vacants à la suite de son déménagement à Paris.
Le 14 janvier 2013, Philippe Chaffanjon annonce la création, avant la fin de l'année, de la 44e station locale, France Bleu Saint-Étienne Loire, pour une couverture de la Loire et d'une partie de la Haute-Loire, où France Bleu est encore absente.
Depuis 2014, lors de la réouverture de certains studios rénovés de la Maison de la Radio, France Inter quitte l'avenue du général Mangin pour les réintégrer. France Bleu quitte donc ses studios et bureaux de la Maison ronde pour intégrer ceux du général Mangin en attendant le début des années 2020 que ceux de la Maison de la Radio soient rénovés.
Le 15 janvier 2016, alors que Radio France est en procès avec le Syndicat des radios indépendantes (SIRTI), la justice retient que France Bleu a bien diffusé des messages publicitaires de marque sur son antenne, en contravention avec son cahier des charges et au mépris du jugement du 6 octobre 2015 par lequel le Tribunal de commerce de Paris a jugé Radio France coupable de concurrence déloyale envers les radios privées. Radio France ne peut encore trouver de nouveaux relais de croissances via l'ouverture à la publicité.
Le 6 avril 2020, des journalistes et des auditeurs se plaignent de la volonté de France Bleu d'envisager des syndications régionales sur tout le réseau.

### Ici et marque commune avec France 3
Depuis le 3 avril 2023, Céline Pigalle devient la directrice de la station radio succédant à Jean-Emmanuel Casalta et opère le rapprochement progressif de la radio vers France 3 sous la marque unique « Ici » de France Bleu et de France 3. Le 4 novembre 2024, la station annonce qu'elle changera de nom en 2025 et s'appellera « Ici »,. Le 6 janvier 2025 au matin, France Bleu adopte sa nouvelle dénomination « Ici ».

## Identité du réseau France Bleu

### Logos

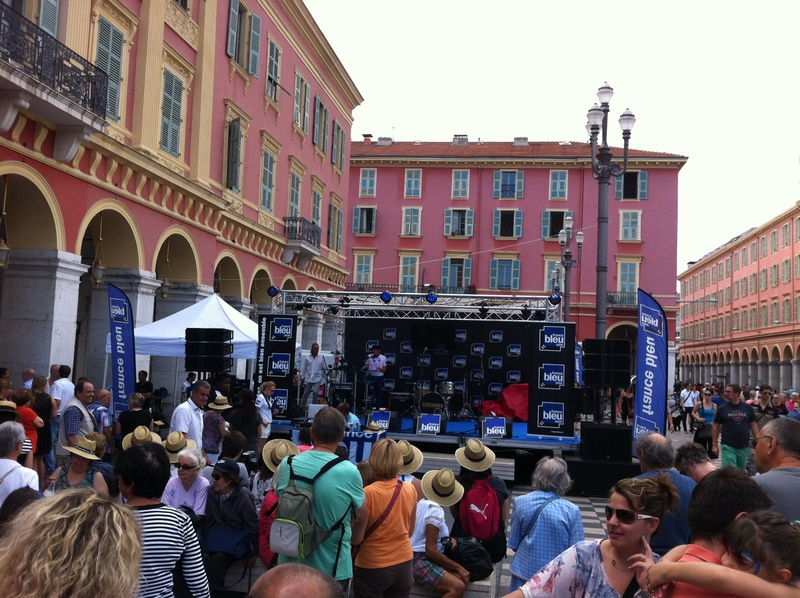
Podium France Bleu Azur à la Fête de la musique le 20 juin 2015, place Masséna à Nice.

Logo de la radio et la télévision de FR3 utilisé par les stations locales entre 1975 et 1983.
Logo de Radio France utilisé par les stations locales de 1983 à 1984-1985.
Logo de Radio Bleue de 1980 à 1991.
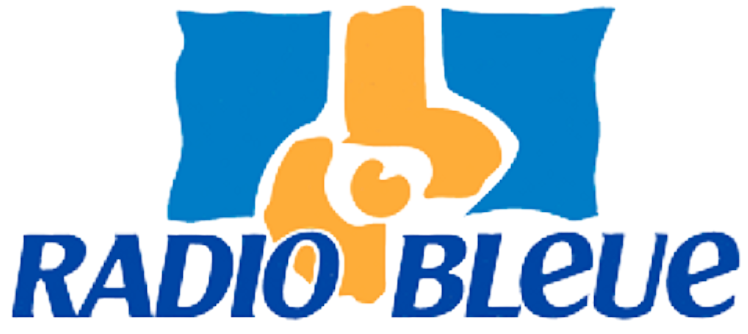
Logo de Radio Bleue de 1991 à 1997
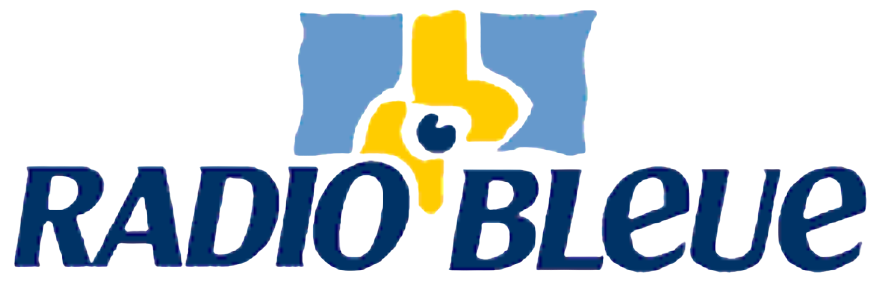
Logo de Radio Bleue de 1997 au 4 septembre 2000.
Logo de France Bleu du 4 septembre 2000 à septembre 2005.
Logo de France Bleu de septembre 2005 à août 2015.
Logo de France Bleu d'août 2015 à décembre 2021.
Logo de France Bleu de décembre 2021 au 5 janvier 2025.
Logo d'ici depuis le 6 janvier 2025.

### Slogans
- « Prenez l'air de vos vingt ans - Le parfum de la vie »[47]
- « Toutes les Frances sont sur France Bleu » (4 septembre 2000)
- « Instantanément proche de vous » (2003-2005)
- « Vivre en bleu, c'est mieux » (29 août 2005 - 25 août 2008)
- « Vu d'ici » (25 août 2008 - janvier 2014)
- « Écoutez, on est bien ensemble » (janvier 2014 - décembre 2019)[48]
- « Ici, on parle d'ici » (janvier 2020 - janvier 2025)
- « Le média qui vit comme nous, ici » (janvier 2025 - ...)[49]

### Voix-off
- Depuis 2000 : Alain Ghazal

### Antennes locales

Carte de France des 44 radios locales (sauf Elsass) du réseau Ici.

Les stations portent le nom de Ici (anciennement France Bleu) associé à leur localisation géographique (généralement région historique ou administrative, département et/ou une ou plusieurs villes), sauf ici RCFM (qui couvre la Corse) et ici Lorraine (qui s'appelait jusqu'alors France Bleu Lorraine Nord).
| Logo | Nom de la station                     | Siège            | Code RDS                 |
| ---- | ------------------------------------- | ---------------- | ------------------------ |
|      | Ici Alsace                            | Strasbourg       | ICIALSAC                 |
|      | Ici Armorique                         | Rennes           | ICIARMOR                 |
|      | Ici Auxerre                           | Auxerre          | ICIAUXER                 |
|      | Ici Azur                              | Nice             | ICI_AZUR                 |
|      | Ici Béarn Bigorre                     | Pau              | ICIBEARN                 |
|      | Ici Belfort-Montbéliard               | Belfort          | ICIBELFO                 |
|      | Ici Berry                             | Châteauroux      | ICIBERRY                 |
|      | Ici Besançon                          | Besançon         | ICIBESAN                 |
|      | Ici Bourgogne                         | Dijon            | ICIBOURG                 |
|      | Ici Breizh Izel                       | Quimper          | ICI_BZH_                 |
|      | Ici Champagne-Ardenne                 | Reims            | ICICHAMP                 |
|      | Ici Cotentin                          | Cherbourg        | ICICOTEN                 |
|      | Ici Creuse                            | Guéret           | ICICREUS                 |
|      | Ici Drôme Ardèche                     | Valence          | ICIDROME                 |
|      | Ici Elsass                            | Strasbourg       | n/a (diff. via Internet) |
|      | Ici Gard Lozère                       | Nîmes            | ICI_GARD                 |
|      | Ici Gascogne                          | Mont-de-Marsan   | ICIGASCO                 |
|      | Ici Gironde                           | Bordeaux         | ICIGIRON                 |
|      | Ici Hérault                           | Montpellier      | ICIHERAU                 |
|      | Ici Isère                             | Grenoble         | ICIISERE                 |
|      | Ici La Rochelle                       | La Rochelle      | ICILAROC                 |
|      | Ici Limousin                          | Limoges          | ICILIMOU                 |
|      | Ici Loire Océan                       | Nantes           | ICI_L-OC                 |
|      | Ici Lorraine                          | Metz             | ICI_LORR                 |
|      | Ici Maine                             | Le Mans          | ICIMAINE                 |
|      | Ici Mayenne                           | Laval            | ICIMAYEN                 |
|      | Ici Nord                              | Lille            | ICI_NORD                 |
|      | Ici Normandie (Calvados - Orne)       | Caen             | ICI_NORM                 |
|      | Ici Normandie (Seine-Maritime - Eure) | Rouen            | ICI_NORM                 |
|      | Ici Occitanie                         | Toulouse         | ICIOCCIT                 |
|      | Ici Orléans                           | Orléans          | ICIORLEA                 |
|      | Ici Paris Île-de-France               | Paris            | __ICI___                 |
|      | Ici Pays basque                       | Bayonne          | ICIBASQU                 |
|      | Ici Pays d'Auvergne                   | Clermont-Ferrand | ICIAUVER                 |
|      | Ici Pays de Savoie                    | Chambéry         | ICISAVOI                 |
|      | Ici Périgord                          | Périgueux        | ICIPERIG                 |
|      | Ici Picardie                          | Amiens           | ICIPICAR                 |
|      | Ici Poitou                            | Poitiers         | ICIPOITO                 |
|      | Ici Provence                          | Aix-en-Provence  | ICIPROVE                 |
|      | Ici RCFM                              | Bastia           | ICI_RCFM                 |
|      | Ici Roussillon                        | Perpignan        | ICIROUSS                 |
|      | Ici Saint-Étienne Loire               | Saint-Étienne    | ICISTETI                 |
|      | Ici Sud Lorraine                      | Nancy            | ICI_SLOR                 |
|      | Ici Touraine                          | Tours            | ICI_TOUR                 |
|      | Ici Vaucluse                          | Avignon          | ICIVAUCL                 |

## Direction du réseau

### Organisation avant2003
En 2000, lors de la création du réseau, Patrick Pépin[source insuffisante] est directeur général adjoint, chargé des antennes locales et de l'action régionale (DGAAR) à Radio France. Il supervise jusqu'en 2002 le développement du Réseau France Bleu avec pour adjoint, Claude Perrier, ce dernier occupant la fonction de directeur chargé de la gestion et des moyens du réseau France Bleu.
François Desnoyers, directeur délégué à la stratégie et au développement de Radio France, assure l'intérim de cette fonction jusqu'en janvier 2003[source secondaire souhaitée].

### Organisation à partir de2003
À partir de janvier 2003, France Bleu est encadrée par un directeur.

#### Directeur
| Nom                            | Date de prise de fonction | Date de départ    |
| ------------------------------ | ------------------------- | ----------------- |
| Michel Meyer                   | 27 janvier 2003           | 31 décembre 2007  |
| Christiane Chadal              | 1er janvier 2008          | 31 mars 2010      |
| Anne Brucy                     | 17 mai 2010               | 27 juillet 2012   |
| Philippe Chaffanjon            | 30 juillet 2012           | 24 avril 2013 †   |
| Claude Perrier                 | 10 juin 2013              | 10 juin 2014      |
| Claude Esclatine               | 23 juin 2014              | 12 mai 2016       |
| Frédéric Schlesinger (intérim) | 12 mai 2016               | 8 novembre 2016   |
| Éric Revel                     | 8 novembre 2016           | 10 septembre 2018 |
| Jean-Emmanuel Casalta          | 10 septembre 2018         | 3 avril 2023      |
| Céline Pigalle                 | 3 avril 2023              | en cours          |

#### Autres cadres-dirigeants
Le 24 janvier 2017, Didier Vachon est nommé directeur de l'information du réseau France Bleu, remplaçant Claude Bruillot qui évoluera au sein de Radio France.

## Programmation et activités connexes

### Généralités
L'actualité sélectionnée en programme national porte sur le site internet la mention « par France Bleu » sans être suivie du nom du département, contrairement aux actualités départementales.
Par ailleurs, en Île-de-France, depuis au moins les années 2000, des informations sur le trafic automobile, les embouteillages et leurs causes, des astuces de contournements et d'itinéraires Bis, les indices de pollution, le trafic du métro, des bus, et des trains de banlieue, sont diffusés très régulièrement. Dans cette mission d'informations routières, France Bleu prend le relais de FIP qui l'assure depuis 1971.
Après Evelyne Adam en soirées, Frédéric Gersal ou Jean Pruvost, pour des chroniques de vulgarisations historique et lexicale, Laurent Petitguillaume est devenu, ces années 2010, un des piliers du chaînon national commun de programmation en semaine du réseau « par France Bleu », avec d'autres chroniqueurs, des jeux, de l'humour, des histoires insolites, des bulletins d'info et de météo, des recettes de cuisine et conseils divers de vie pratique. De 2022 à 2024, France Bleu diffusait également Les Mots du soir, une émission de libre antenne présentée par Johann Roques.
En régions non franciliennes, des émissions plus ou moins courtes en langues régionales sont ou étaient programmés : alsacien, basque, breton, catalan, corse, flamand, occitan, mais encore gallo, par exemple, avec les Malouins Roger Le Contou et Fred Le Disou de « France Bleu Armorique », sur les décrochages régionaux correspondants du réseau, de même que des directs de retransmissions des matches, à domicile comme en extérieur, des clubs de football de la Ligue 1 du Championnat de France.
Chaque antenne locale y annonce aussi les expositions et animations en cours, des festivals aux thés dansants en passant par les vide-greniers et actions caritatives, etc., avec interviews des organisateurs et de participants…

### Infos trafics
À partir de janvier 2020, pour ses points trafics en temps réel, France Bleu est partenaire de l'application GPS Waze.

### Événementiel
Lorsque l'actualité le nécessite, France Bleu a recours à une programmation événementielle, laquelle n'est plus soumise aux grilles de programmes. Ces événements, qu'ils soient politiques, économiques, sociétaux, culturels ou sportifs, se retrouvent dans les pages retraçant les chronologies annuelles du média radio.
Par exemple, en 2018 et 2019, France Bleu a pris part aux événements suivants :
- Du 7 au 9 septembre 2018, France Bleu Sud Lorraine installe un studio sur une place de Nancy pour la 40e édition du Livre sur la place, salon national de la rentrée littéraire, et diffuse notamment la remise du prix de la Feuille d'or[69].
- Du 14 et 15 septembre 2019, France Bleu et la Fédération française de la randonnée pédestre proposent aux auditeurs 28 promenades organisées en France[70].

### Les Talents France Bleu
Depuis 1994, Les Talents France Bleu sont des récompenses françaises décernées par plus de 400 animateurs et responsables des programmes des stations locales du réseau France Bleu. Elles priment des chanteurs, chanteuses ou groupes français de musique de variétés.

### Mutualisation avec la télévision
La direction prévoit de diffuser, à partir de 2022, les matinales de France Bleu en simultané sur France 3. Au total, ce seront 44 programmes des antennes locales qui seront diffusés sur les chaînes régionales,,.
Le 7 janvier 2019 est la date retenue pour lancer les matinales communes entre France Bleu et France 3, réorganisation qui se poursuivra pour l'ensemble des 44 stations jusqu'à l'horizon 2022,.
Fin mai 2019, cinq syndicats de France Bleu dénoncent cette mutualisation des programmes qui a déjà été testée en Occitanie et en Provence-Alpes-Côte d'Azur depuis début 2019,. Les points d'achoppement concernent les négociations des droits à l'image des salariés de France Bleu, la potentielle mainmise des rédactions de France 3 sur celles de France Bleu ainsi que le rendu télévisuel des expérimentations, jugé peu conforme aux standards de la télévision.
En avril 2022, les contenus web d'actualité locale de France 3 Régions et de France Bleu sont agrégés sur une nouvelle plateforme nommée « Ici par France Bleu & France 3 », site web et application mobile rassemblant par département les articles, émissions en réécoute, accès au direct des antennes télé et radio.

## Diffusion

### Modulation de fréquence (FM)
France Bleu est diffusé sur la FM depuis 1980, à partir de plus de 460 émetteurs aujourd'hui.

### Petites ondes (PO) (inactif)
En 1980, elle est aussi diffusé à partir du réseau TDF B Ondes Moyennes et une partie du réseau A, délaissés par France Culture. La majorité des émetteurs ont ensuite servi pour France Info entre 2002 et 2016.
À Paris, Strasbourg, Bastia et Ajaccio France Bleu a été diffusé jusqu'en 2016 sur les ondes moyennes. À Strasbourg (1 278 kHz), l'émetteur diffuse France Bleu Elsass lors de son arrêt en janvier 2016, la station ne dispose pas de fréquence FM, les auditeurs ne peuvent donc la suivre plus que par internet.

### Radio numérique terrestre (DAB+)
En 2016, Radio France (dont France Bleu) commence à diffuser dans l'est-parisien en RNT (DAB+).
En 2021, France Bleu commence à être diffusé en RNT sur les multiplexes étendus et locaux en métropole.

## Sondages / Audiences
Les sondages Médiamétrie de septembre - octobre 2009 indiquent alors que France Bleu est la radio qui a obtenu la meilleure progression en France, gagnant 375 000 nouveaux auditeurs quotidiens en un an.
Un record est établi sur la vague janvier - mars 2013, où France Bleu gagne 471 000 auditeurs sur un an, et son audience cumulée (AC) est alors de 8 %. Ces résultats portaient le réseau à 4 238 000 auditeurs quotidiens avec 7,1 % de part d'audience (PDA) et 129 minutes de durée d'écoute par auditeur (DEA). Par rapport à la vague précédente ces résultats indiquent que France Bleu a augmenté son audience cumulée de 0,8 point et sa part d'audience de 0,8 point sur un an. *Source Médiamétrie enquête 126 000 Radio, janvier - mars 2013, ensemble des 13 ans et plus, Lundi/Vendredi, 5 h–24 h.
En novembre - décembre 2013, le sondage médiamétrie atteste la stabilisation de l'audience qui place France Bleu à la 7e place des sondages toutes radios confondues.
Le sondage Juillet - Août 2014 Médiamétrie - Grilles Radio d’Eté classe France Bleu en 5e position en audience cumulée à 7 % et en 3e position en parts d'audience toutes radios confondues à 7,6 %.
Après un bas sur la vague avril - juin 2016 à 6,3 %, France Bleu retrouve sur la vague septembre - octobre 2016 un niveau d'audience cumulée à 7 %.
En dernier lieu, sur les données du 2e trimestre 2024, les audiences cumulées du réseau connaissent un léger redressement après des années d'érosion suivant le contexte général des radios : France Bleu à la mi-2024 retrouve ainsi 2,5 millions d'auditeurs soit 4,5 % de parts d'audience.
France Bleu se caractérise, depuis plusieurs vagues de sondages, par une durée d'écoute par auditeur parmi les plus longues, située à plus de 2 heures par jour.